# روکاندیو
روکاندیو (به اسپانیایی: Rucandio) یک شهرستان در اسپانیا است.